# Anna Estelle Arnold
Anna Estelle Arnold (22 de diciembre de 1879-15 de abril de 1942) fue una educadora y escritora estadounidense del estado de Kansas. Fue superintendente de escuelas del condado de Chase. Su segunda obra literaria, A History of Kansas, fue el primer libro impreso bajo la entonces nueva Ley de Publicaciones del Estado.

## Biografía
Anna Estelle Arnold nació en Whiting, Condado de Jackson, Kansas. Cuando era pequeña, sus padres se mudaron al condado de Chase. Se graduó en la Universidad Estatal de Kansas.
Arnold inició su carrera como docente en escuelas primarias y secundarias del condado. En 1905 se convirtió en candidata a Superintendente de Escuelas del Condado de Chase. Su éxito y su inusual habilidad como maestra fueron recompensados por una mayoría de dos a uno en las respectivas votaciones. En el segundo mandato obtuvo casi la totalidad de los votos.
Su obra Civics and Citizenship de 1912 fue adoptado como libro de texto estatal sobre el gobierno civil para su uso en las escuelas públicas de Kansas. También fue utilizado por un gran número de clubes de mujeres. Su segundo libro de texto, A History of Kansas, el primer libro impreso bajo la nueva Ley de Publicaciones del Estado de Kansas, también fue adoptado por la comisión de libros de texto. La obra, de unas 200 páginas, fue ilustrada con reproducciones de dibujos de implementos y modos de vida primitivos. Cerca de la mitad del libro trataba la historia de la región de Kansas antes de la admisión del Estado a la Unión. Presentaba además breves relatos de los nativos americanos, la vida en la frontera, los medios de transporte y el progreso económico e intelectual.
Arnold se casó con Jene Hansen (nacido en Dinamarca el 1 de enero de 1852) el 11 de mayo de 1880.

## Publicaciones destacadas
- (1912) Civics and citizenship: a text-book for the boys and girls of Kansas
- (1914) A history of Kansas
- (1915) The counties of Kansas at the close of the Civil War